# Ponte della Libertà
A Ponte della Libertà (Ponte da Liberdade) é uma ponte rodo-ferroviária com cerca de 3850 m de comprimento, que atravessa a Laguna de Veneza, e que constitui a única via de acesso ao tráfego automóvel à cidade de Veneza. Liga o continente à Piazzale Roma.
O seu projeto foi desenhado em 1931 pelo engenheiro Eugenio Miozzi, e a ponte foi inaugurada por Benito Mussolini em 25 de abril de 1933, com o nome de «Ponte Littorio».
Foi construída em quase toda a sua extensão junto à antiga ponte ferroviária construída pelo Reino Lombardo-Véneto em 1842.
No final da Segunda Guerra Mundial o seu nome foi mudado para «Ponte da Liberdade» em memória da libertação do fascismo.
A ponte é o troço final da Estrada Nacional italiana n.º 11 "Padana Superior". Tem duas faixas em cada sentido, e é flanqueada por amplos passeios onde podem transitar peões e bicicletas. A parte da ponte mais próxima de Veneza apresenta um só passeio (falta o do lado da ferrovia).
Ao chegar a Veneza, termina junto da Estação de Venezia Santa Lucia, à qual se acede pela nova ponte pedonal – Ponte da Constituição.

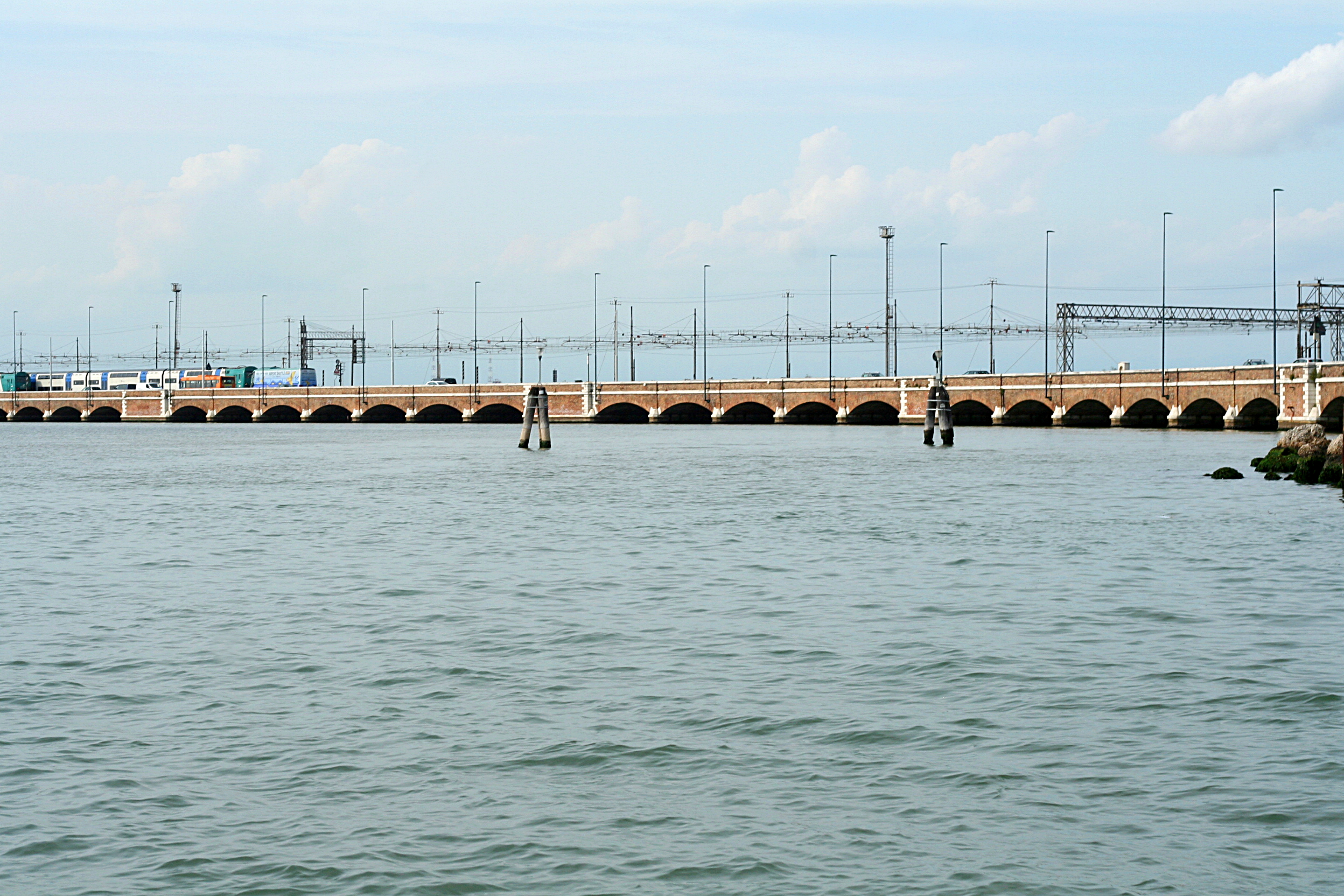
Lado sudeste da Ponte della Liberta.